# إقليم بيورا
إقليم بيورا (بالإنجليزية: Piura Region) هو أحد أقاليم بيرو، يتبع بيرو، عاصمته بيورا.

## الموقع
يشترك في الحدود مع:
- إقليم تومبيس
- إقليم كاخاماركا
- إقليم لمباييكه.

## التقسيمات الإدارية
- Ayabaca province [الإنجليزية]‏
- Huancabamba province [الإنجليزية]‏
- Morropón province [الإنجليزية]‏
- مقاطعة بايتا
- مقاطعة بيورا
- Sechura province [الإنجليزية]‏
- Sullana province [الإنجليزية]‏
- Talara province [الإنجليزية]‏.